# Alta Rotação
Alta Rotação é um filme brasileiro para televisão de 1987, dirigido por Marcos Manhães Marins.

## Elenco
- Othon Bastos  - como Jaques
- Cássia Kiss - como Isabel, mulher de Jaques
- Guilherme Karan - como Renato, melhor amigo de Jaques
- Marcélia Cartaxo - como Márcia, amiga de Isabel
- Wilson Grey - como Péricles, chefe de Jaques no jornal.
- Mariana de Moraes - como filha de Jaques

## Sinopse
Jaques é um colunista social que quer desvendar um segredo da alta sociedade, um desvio de quadros de arte, mas sofre pressões, entre elas o sequestro da própria filha e tentativas de suborno.